# محمود زموري
محمود زموري (2 ديسمبر 1946، بوفاريك - 4 نوفمبر 2017، باريس) ممثل ومخرج وكاتب سيناريو جزائري.

## مسيرته
انتقل الزموري إلى فرنسا منذ عام 1967. تخرج من كلية لويس لوميير والمعهد العالي للدراسات السينمائية في باريس. بدأ حياته المهنية كمساعد مخرج في فيلمين صورهما غالم علي في فرنسا، وبدأ الإخراج مع فيلم قصير بعنوان (La Brèche) عام 1976.
يستعير نهجه السينمائي الكليشيهات الخاصة بالسينما الإيطالية الواقعية الجديدة. يعالج عمله المشاكل الجادة والحالية في المجتمع الجزائري بنبرة ساخرة.
جذب الانتباه بأول فيلم روائي طويل له بعنوان «خذ عشرة آلاف فرنك وارحل» سنة 1981، وهو فيلم كوميدي ساخر.
توفي في 4 نوفمبر 2017، في أحد المستشفيات الباريسية، ودُفن في مسقط رأسه بوفاريك بالجزائر.

## أعمال أخرجها
- 1981: خذ عشرة آلاف فرنك وارحل
- 1986: سنوات التويست المجنونة
- 1991: من هوليوود إلى تمنراست
- 1993: شرف القبيلة
- 1997: 100% عربي
- 2006: Beur blanc rouge
- 2007: عمارة الحاج لخضر
- 2008: عمارة الحاج لخضر 2
- 2009: عمارة الحاج لخضر 3
- 2015: مؤكد حلال

## روابط خارجية
- محمود زموري على موقع IMDb (الإنجليزية)
- محمود زموري على موقع ألو سيني (الفرنسية)
- محمود زموري على موقع أول موفي (الإنجليزية)
- محمود زموري على موقع قاعدة بيانات الأفلام السويدية (السويدية)
- محمود زموري على موقع قاعدة بيانات الفيلم (الإنجليزية)
- محمود زموري على موقع كينوبويسك (الروسية)